# Dactylolabis damula
Dactylolabis damula là một loài ruồi trong họ Limoniidae. Chúng phân bố ở miền Tân bắc.